# Noah Bor
Noah Bor (* 28. Juli 1977) ist ein kenianischer Marathonläufer.
1999 wurde er Dritter bei der Maratonina del Garda. 2001 wurde er beim Athen-Marathon als Tempomacher verpflichtet, lief aber durch und beendete sein Debüt über die 42,195 km siegreich.
2002 gewann er den Parma-Halbmarathon und wurde Vierter bei der Maratona d’Italia. 2003 wurde er Zweiter beim Rom-Marathon, 2004 Sechster beim Rock ’n’ Roll Marathon und 2005 Vierter beim Prag-Marathon und Fünfter beim Eindhoven-Marathon.
Sein älterer Bruder Simon Kipruto Bor ist ebenfalls als Marathonläufer erfolgreich.

## Persönliche Bestzeiten
- Halbmarathon: 1:02:02 h, 26. September 1999, Gargnano
- Marathon: 2:08:48 h, 23. März 2003, Rom